# Сарсенов, Балтабай Сарсенович
Балтабай Сарсенович Сарсенов (5 марта 1932, станция Тюмень-Арык, Яныкурганский район, Кзыл-Ординская область, КазАССР, РСФСР, СССР — 8 января 1976, Алма-Ата) — казахстанский советский руководитель и организатор водного хозяйства.

## Биография
С 1956 года после окончания Казахского государственного сельскохозяйственного института, постоянно работал в системе водного хозяйства СССР старшим инженером, начальником Чиилийского управления оросительных систем, Кзыл-Ординского управления оросительных систем, управляющим трестом «КазГидроСтрой», начальником Южно-Казахстанского крайводхоза, а с 1966 года — заместителем министра мелиорации и водного хозяйства Казахской ССР, затем начальником управления «Союзиливодстрой» при Министерстве мелиорации и водного хозяйства СССР и с 1974 года — заместителем начальника — членом коллегии ордена Ленина Главриссовхозстроя при Министерстве мелиорации и водного хозяйства СССР.
Активно участвовал в освоении пустынных и полупустынных земель Чимкентской, Кзыл-Ординской, Джамбулской и Алма-Атинской областей Казахстана.
Под его руководством освоен Ак-Далинский рисовый массив. Неоднократно избирался депутатом трудящихся[куда?], являлся членом Алматинского обкома КП Казахстана.
Умер 8 января 1976 года, похоронен на Кенсайском кладбище.

## Награды
Награждён двумя орденами Трудового Красного Знамени и медалями.